# Beidahu
Beidahu (en chinois : 北大湖) est un bourg  et une station de sports d'hiver chinoise située dans le district de Yongji à environ 55 kilomètres au sud de Jilin. Bien que Beidahu signifie lac Beida, il n'y a pas de lac dans ce lieu, mais seulement une petite retenue artificielle. Beida est le terme employé dans le langage courant pour désigner l'université de Pékin qui est à l'origine de son nom.
Ouverte en 1993, elle a accueilli les épreuves de ski, de snowboard et de biathlon des Jeux asiatiques d'hiver de 2007 ainsi que certaines épreuves des 8e, 9e et 12e Jeux nationaux d'hiver de Chine (zh) en 1995, 1999 et 2012.
Elle dispose également de quatre tremplins pour le saut à ski (de).
Située en fond de vallée dans les monts Hada (zh), sur la face nord du Nanloushan (zh) (1 406 m d'altitude), le point culminant de la juridiction de la ville de Jilin, elle est bien protégée du vent et reçoit nettement plus de neige que la plupart des régions de la Chine du Nord aux hivers froids mais secs. La quantité de neige naturelle est d'environ 50 centimètres au bas des pistes et de 150 cm au sommet.
Le pied des pistes se trouve à une altitude de 537 mètres offrant ainsi un dénivelé de plus de 800 m. 10 remontées mécaniques ouvrent l'accès à 11 km de pistes de ski alpin. Il y a aussi 10 km de pistes pour le ski de fond et la saison s'étend de novembre à mars.
La période d'enneigement est de 160 jours avec une température moyenne hivernale de -10 °C. La pluviométrie annuelle est de 670 mm avec un maximum en été[réf. nécessaire]. Au pied de la montagne, la période sans gel est de 120 jours par an. La zone est granitique et couverte de forêts mixtes de conifères et de feuillus (pins, chênes, peupliers, bouleaux).

## Bourg de Beidahu
Le bourg de Beidahu (北大湖镇, Beidahuzhen) regroupe 1 communauté résidentielle (社区, Baidahou) et 16 villages (村, cūn): Wulihe (五里河村), Chaoyang (朝阳村), Xiangyang (向阳村), Chaoxianzu (朝鲜族村), Caomiaozi (草庙子村), Xiaoshan (小山村), Huozigou (桄子沟村), Nangou (南沟村), Xijia (西家村), Guofan (郭范村), Xiaotun (小屯村), Baimafu (白马夫村), Sanjiazi (三家子村), Guandi (官地村), Toudao (头道村), Yaque (鸦鹊村).
Avec une population totale de 44 000 habitants dont 37 000 en milieu rural, il s'étend sur 444,8 km² dont 63 sont cultivés et 270 couverts par des forêts, ce qui en fait la région la plus forestière du district. Il n'a pris le nom de Beidahu qu'en mars 2002. Auparavant, il était appelé Wulihe.